# Martinikerk (Koudum)
De Martinikerk van Koudum is een kerkgebouw in de gemeente Súdwest-Fryslân in de Nederlandse provincie Friesland.

## Beschrijving
De huidige kerk uit 1857 had voorgangers uit 1617 en 1831. De zaalkerk met driezijdige koorsluiting heeft een toren van twee geledingen en een ingesnoerde spits. De preekstoel, het doophek en twee overhuifde herenbanken dateren uit de 17e eeuw. Het orgel uit 1859 is gemaakt door L. van Dam en Zonen met gebruik van pijpwerk van een orgel uit 1651 van de gebroeders Bader. De kerk is een rijksmonument.

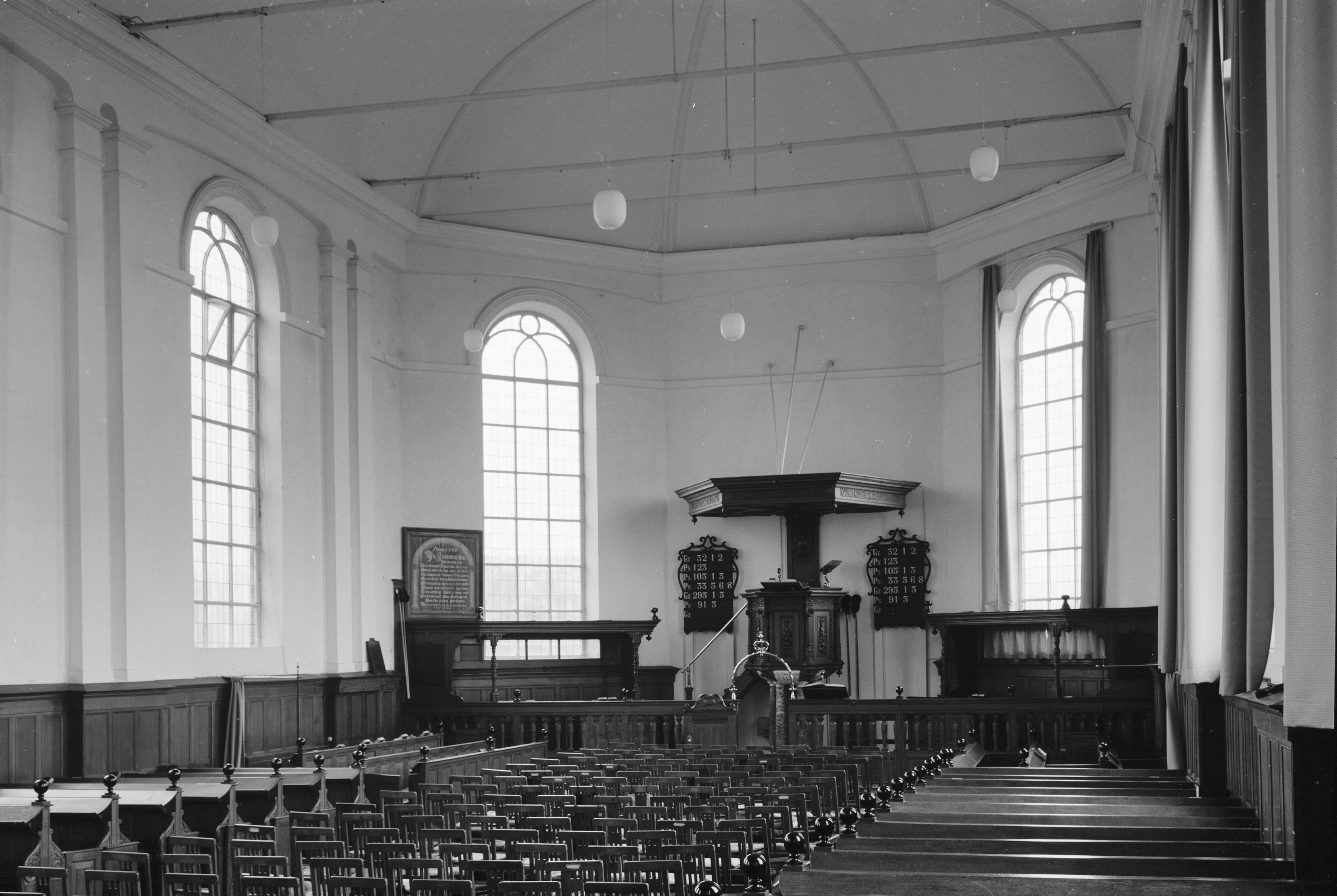
Interieur met preekstoel (1965)
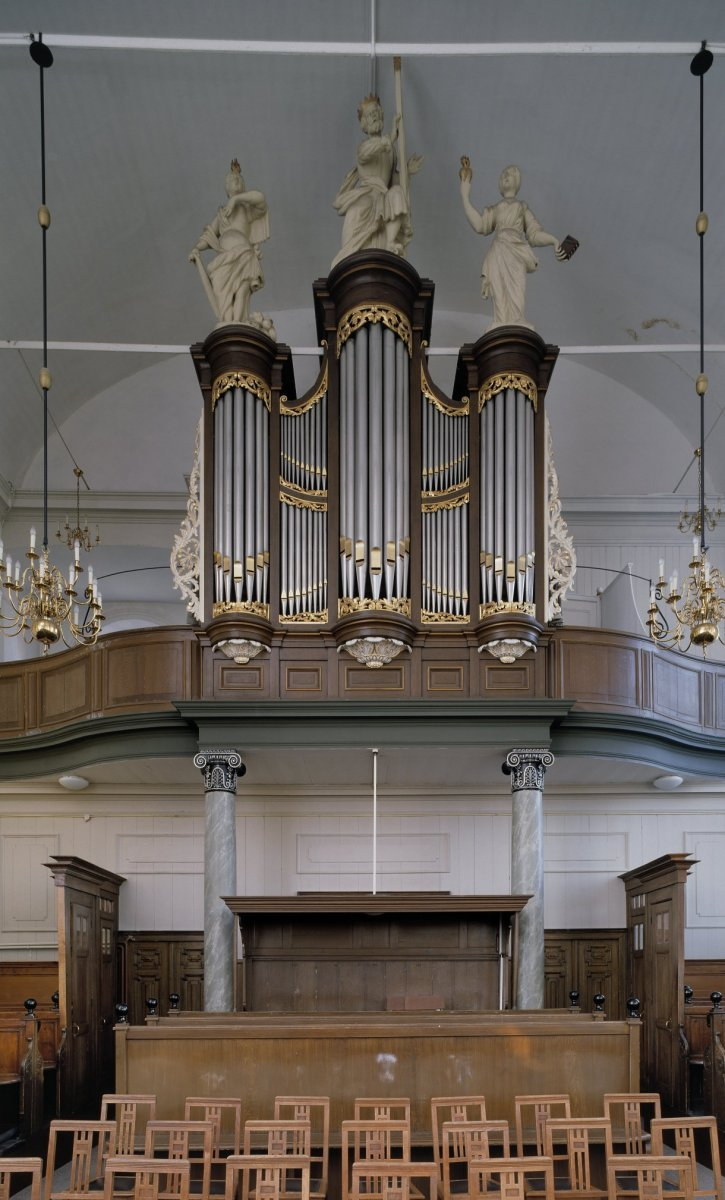
Interieur met orgel (2000)